# Metagonia nadleri
Metagonia nadleri là một loài nhện trong họ Pholcidae. Loài này được phát hiện ở Brasil.